# The Mail on Sunday
The Mail on Sunday (O Jornal de Domingo) é um jornal britânico, atualmente publicado no formato tabloide. A primeira publicação foi feita em 1982 por Lord Northcliffe e é o segundo jornal de domingo de maior vendas  no país, depois do The News of the World.

## História
The Mail on Sunday foi lançado em 2 de Maio de 1982, como um complemento do Daily Mail. A primeira história publicada na primeira página foi sobre o bombardeio da RAF no aeroporto de Port Stanley, nas Ilhas Malvinas. Inicialmente o objetivo era de uma circulação de 1,25 milhão por dia, mas seis semanas após o lançamento, teve como auge de vendas as 700.000 cópias.
O então proprietário, o falecido Lord Rothermere, trouxe David English, editor do Daily Mail, mais tarde Sir David, que, com a ajuda de outros jornalistas, replanejou e relançou o The Mail on Sunday. Durante um período de três meses e meio, a circulação aumentou para 840.000. Foram introduzidas três novas seções, um partwork patrocinado, uma revista em quadrinhos colorida (uma inovação em jornais de domingo) e a revista You magazine. Atualmente a circulação do jornal é de cerca de 2,3 milhões, tendo Peter Wright como editor encarregado.